# Aliaclitopa snizeki
Aliaclitopa snizeki är en skalbaggsart som beskrevs av Marc Lacroix 2003. Aliaclitopa snizeki ingår i släktet Aliaclitopa och familjen Melolonthidae. Inga underarter finns listade i Catalogue of Life.